# Wiktor Filippowitsch Schreider

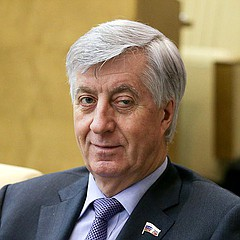
Wiktor Filippowitsch Schreider

Wiktor Filippowitsch Schreider (russisch Ви́ктор Фили́ппович Шре́йдер; *  23. Februar 1952 in Nowo-Nikolsk, Oblast Nowosibirsk, UdSSR) ist ein russischer Politiker deutscher Abstammung. Er war von 2005 bis 2011 Bürgermeister der sibirischen Millionenstadt Omsk. Seit Dezember 2011 ist er Mitglied der Duma (Fraktion Einiges Russland) sowie Mitglied des Duma-Komitees für Fragen des föderalen Aufbaus und der regionalen Selbstverwaltung.

## Biografie
Schreider, der aus einer russlanddeutschen Familie stammt, leistete nach Abschluss der Mittelschule den Wehrdienst in der Sowjetarmee ab. Danach machte er seinen Abschluss am Omsker Technikum für Kraftfahrt. Anschließend arbeitete Schreider in der Autokolonne Nr. 1252 des Omsker Transportbetriebes, wo er vom leitenden Mechaniker zum Leiter der produktionstechnischen Abteilung aufstieg.
Im Jahr 1982 schloss Wiktor Schreider ein Studium am Sibirischen Automobil- und Straßenverkehrs-Institut ab.
Danach wurde Schreider Abteilungsleiter bei den kommunalen Versorgungsbetrieben in Omsk. Im Jahr 1986 wurde er zum stellvertretenden Vorsitzenden der Versorgungsbetriebe und ein Jahr später zum Vorsitzenden der Stadtwerke ernannt. Im November 1990 wurde er schließlich Chef der Omsker Stadtverwaltung. Dieses Amt hatte er bis zum Jahr 2001 inne, ehe er zum Stellvertreter des Gouverneurs der Oblast Omsk bestellt wurde. Im Jahr 1995 erhielt Schreider den Vaterlandsverdienstorden II. Klasse.
Am 27. März 2005 wurde Wiktor Schreider zum Bürgermeister der Stadt Omsk gewählt. Dieses Amt trat er am 14. April 2005 an. Am 14. März 2010 wurde Schreider als Omsker Bürgermeister wiedergewählt.
Bei der Parlamentswahl in Russland 2011 erhielt er ein Direktmandat in der russischen Staatsduma. Um die Tätigkeit als Duma-Abgeordneter antreten zu können, erklärte er am 21. Dezember 2011 seinen Rücktritt vom Posten des Bürgermeisters. Sein Nachfolger auf diesem Posten wurde Wjatscheslaw Dworakowski.
Wiktor Schreider ist Mitglied der Partei Einiges Russland. Seit 2006 hält Schreider einen Doktortitel in Politikwissenschaften und ist als Professor an der Russischen Akademie der Naturwissenschaften tätig.
Wiktor Schreider ist verheiratet und hat zwei Töchter.